# Југославија на Светским атлетским играма у дворани 1985.
Југославија је учествовала на Светским атлетским играма у дворани 1985. одржаним у Паризу  од 18. до 19. марта.
На првенству у Паризу Југославију је представљао 1 такмичар који се такмичио у трци на 3.000 метара.
На овим играма такмичар Југославије није освојио ниједну медаљу нити је остварио неки резултат.

## Учесници
Мушкарци:
- Винко Покрајчић — 3.000 м

## Резултати

### Мушкарци
| Атлетичар       | Дисциплина | Лични рекорд | Квалификације | Квалификације | Финале               | Финале  | Детаљи |
| Атлетичар       | Дисциплина | Лични рекорд | Резултат      | Место         | Резултат             | Место   | Детаљи |
| --------------- | ---------- | ------------ | ------------- | ------------- | -------------------- | ------- | ------ |
| Винко Покрајчић | 3.000 м    | 8:03,66      | 8:36,04       | 10. у гр. 1   | Није се квалификовао | 20 / 20 |        |